# 田辺トシノ
田辺トシノ（たなべ としの、1972年6月25日 - ）は、日本のベーシスト、作曲家、編曲家、音楽プロデューサー。
広島県出身。株式会社F.M.F所属。関西大学法学部出身。血液型はO型。本名は渡部俊信（わたなべ としのぶ）。
愛称は「なべちゃん」。好物はカレーライス。

## 人物・略歴
1998年10月 - The Kaleidoscopeのメンバーとしてエイベックスよりメジャー・デビュー。
2004年9月末 - The Kaleidoscope解散。
解散後は、ソロのベーシスト、スタジオ・ミュージシャン、作曲家、編曲家、音楽プロデューサーとして本格的に活動を始め、現在に至る。ms-jackyが校長を務める「MSJミュージックアカデミー」ではベースの講師を担当。
近年は『けいおん!』などのアニメ・ゲームミュージック、『進撃の巨人』・『機動戦士ガンダムUC』などの音楽を手がける澤野弘之の作品に参加している。
これまでサポート、レコーディングに参加したアーティストは相川七瀬・浅岡雄也・諫山実生・宇井かおり・上戸彩・奥村愛子・織田哲郎・喜多村英梨・CHEMISTRY・財津和夫・澤野弘之・鈴木トオル・宗次郎・田村直美・茅原実里・日笠陽子・未来・ひふみかおり・fhána・増田恵子・水樹奈々・mihimaru GT・森川由加里・ヒャダインなど。